# エミリー・デュ・シャトレ

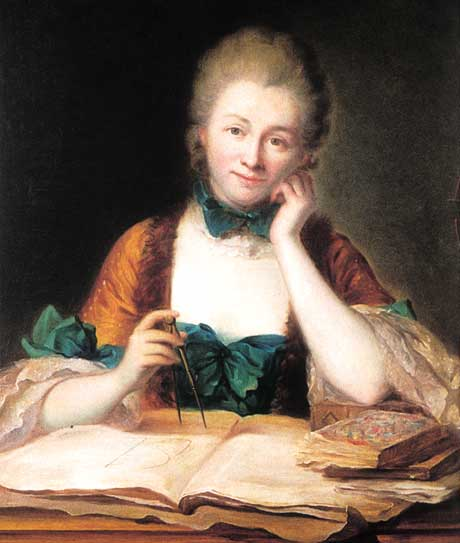
エミリー・デュ・シャトレ

シャトレ侯爵夫人ガブリエル・エミリー・ル・トノリエ・ド・ブルトゥイユ（仏： Gabrielle Émilie Le Tonnelier de Breteuil, marquise du Châtelet, 1706年12月17日 - 1749年9月10日）は、18世紀フランスの数学者、物理学者、著述家。女性科学者のさきがけとして知られている。

## 自然科学分野での研究と著作

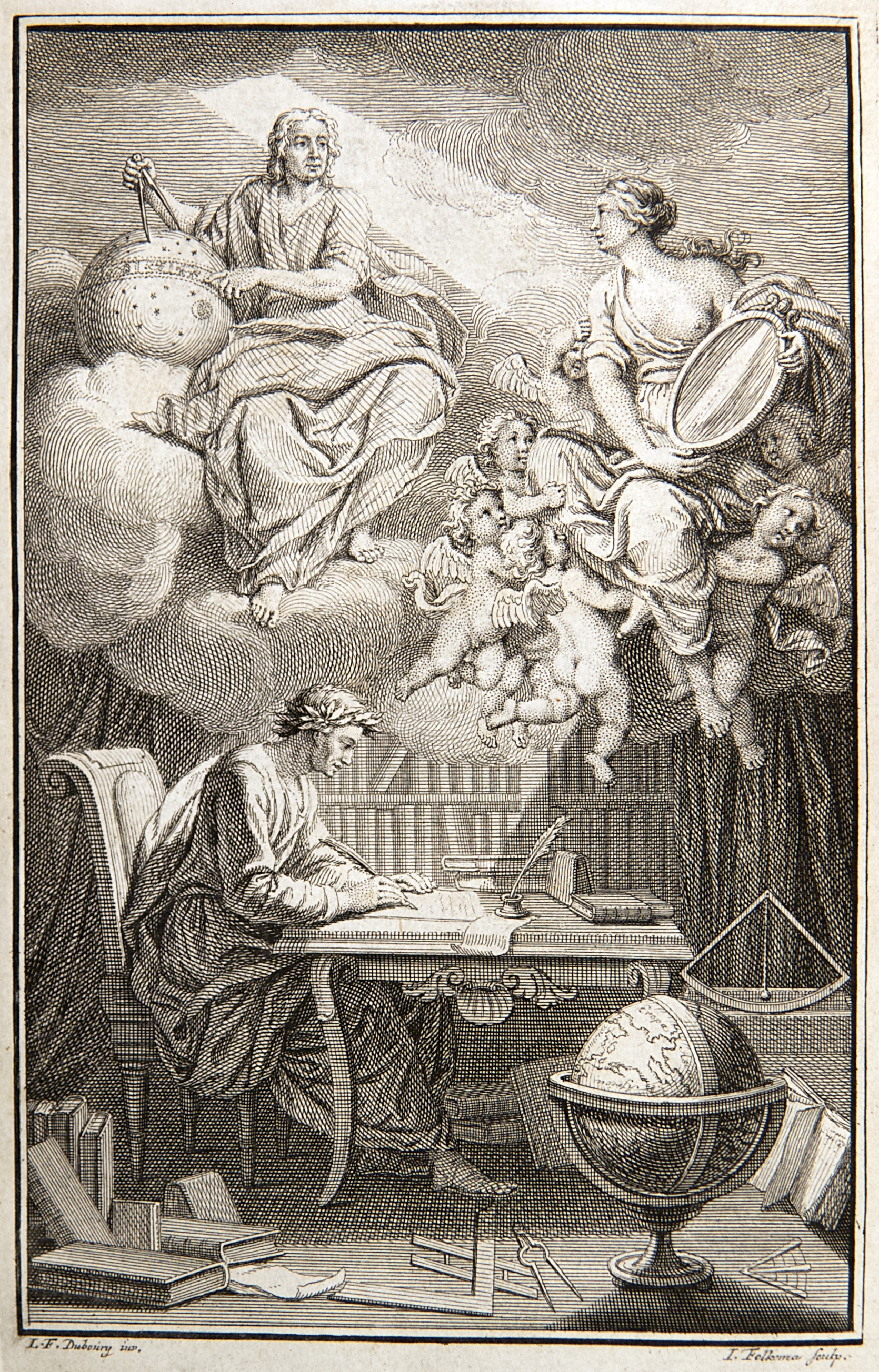
プリンキピア・マテマティカ仏語訳の扉絵。彼女はヴォルテールの女神として描かれており、ニュートンの発する天界の閃きを反射してヴォルテールに投げかけている。

1737年にエミリーは Dissertation sur la nature et la propagation du feu （自然および火の伝播に関する論考）と題する論文を出版した。これは火に関する彼女の科学的研究に基づいており、現在赤外線として知られているものを予言し、光の本質を議論している。エミリーは光と熱の関係について研究し、人間の目に見えない光があることを推測する136ページの論文を書いてパリ王立科学アカデミーの懸賞論文に応募した。エミリーの論文は選外佳作として紀要に掲載され、学者としてのエミリーの評判のきっかけとなった。モーペルテュイなど多くの学者が彼女の論文を応募作の中でも圧倒的に秀逸だと評価した。不可視の光があることは、70年後にウィリアム・ハーシェルが実験により証明した。
1740年、『物理学教程』を出版し、アイザック・ニュートンとゴットフリート・ライプニッツの著作に基づいた新たな物理学をフランスの科学界に紹介した。初版は匿名で、1742年の新版刊行時に名を明かした。数学者レオンハルト・オイラー、イギリス人数学者ジェイムズ・ジュリン（1684-1750）、ドイツ人哲学者クリスティアン・ヴォルフらに自著を贈った。1740年に著されたInstitutions de Physique （物理学講義）は、彼女の当時13歳の息子が学ぶべき科学および哲学の新概念を概説したものだが、当時最先端の知識人達による複雑な概念をも内容に含んでいた。この中でエミリーはゴットフリート・ライプニッツの理論とヴィレム・スフラーフェサンデ (en:Willem 's Gravesande) の実践的な観察を組み合わせ、運動する物体の持つエネルギーが質量と速度の自乗に比例する ({\displaystyle E\propto mv^{2}}) ことを正しく示した。しかし、当時はアイザック・ニュートンやヴォルテール達の見解である「速度そのものに直接比例する」が正しいと信じられていたことから、エミリーの見解は大論争を引き起こした。結果的に彼女の考えが受け入れられたのは死後、100年が経ってからである。なお現在では正確な表式は {\displaystyle E_{k}=(1/2)mv^{2}} だと知られている。ここで {\displaystyle E_{k}} は物体の持つ運動エネルギー、{\displaystyle m} は質量、{\displaystyle v} は速度を表す。
エミリーは1749年に亡くなるが、この年になって代表的な業績を完成させた。すなわちニュートンのPhilosophiae Naturalis Principia Mathematica （プリンキピア・マテマティカ、自然哲学の数学的諸原理）を、注釈を付けつつラテン語からフランス語へ全訳したことである。これには力学の原理を元に彼女が導いたエネルギー保存則の概念が含まれている。
『プリンキピア』の翻訳は、しばらく日の目を見ず、没後10年経った1759年にヴォルテールによって刊行された。ハレー彗星の1758年の再来によってニュートンの万有引力の法則に注目が集まり、彼女の著作を世に出す好機となった。刊行後、多くの称賛を得た。
現在でもプリンキピア・マテマティカの仏語訳と言えば彼女のものが代表的である。

## 生涯

### 幼少時代
1706年、フランス貴族社会の上位の家柄に生まれた。エミリーの父ルイ・ニコラ・ル・トノリエ・ド・ブルトゥイユ (Louis Nicolas le Tonnelier de Breteuil)は書記長とルイ14世への大使の紹介役を務めた。この職は王宮の社交活動の中心となるもので、一家は大変な良家とみなされた。交友関係にはフランス科学アカデミーの終身書記であった著述家ベルナール・フォントネルも含まれる。彼女の母ガブリエル・アンヌ・ド・フルレー (Gabrielle Anne de Froulay) は聖職者の家に育った。
エミリーは第4子のひとり娘で、パリのテュイルリー庭園に近い邸宅で何不自由なく贅沢な幼少期を過ごした。美しく育ちそうもない困った少女と思われており、情操教育のためとしてフェンシング、乗馬や体育のレッスンを受けていた。当時最高水準の教育を受け、12歳の頃にはラテン語、イタリア語、ギリシア語、ドイツ語に堪能だった。後に彼女はギリシア語やラテン語の戯曲や哲学書をフランス語に翻訳することになる。他に彼女は数学、文学や自然科学の教育を受けた。またダンスを好み、ハープシコードの腕前はかなりのもので、オペラも歌い、アマチュアの女優でもあった。賭け事にも相当入れ込み、数学的に戦略を練っていた。フォンテーヌブロー城でのある一晩で、彼女は84,000フラン（現在の数億円に相当）をすったことがある。これはカードのイカサマによる被害かもしれない

。10歳のときにはフォントネルが一家を訪問し、晩餐の席で星空の不思議をエミリーに語った。

### 結婚と交友関係
1725年6月20日、彼女は11歳年上のフロラン＝クロード・デュ・シャトレ侯爵 (Marquis Florent-Claude du Chastellet) と結婚し、シャトレ侯爵夫人となった（なお Châtelet という綴りはヴォルテールによるものだが、現在では普通こちらで呼ばれる）。これは貴族社会でよくある政略結婚で、夫婦の共通点はほとんどなかった。しかしそれが当時の貴族社会のしきたりだったのだ。1726年に娘が、1727年に息子が生まれた。3人の子供を儲けた後、彼女は夫に対する責任を果たしたと考え、夫婦関係を維持したまま別居することを夫に承諾させた。侯爵は軍人でブルゴーニュ地方スミュール＝アン＝ノーソワ村の村長だったが、彼女の方は絢爛たる貴族社会に身を置き続けた。当時のフランス上流階級において、既婚者が愛人を持つことは夫婦関係の問題とされなかった。

### ニュートンの思想への入門
24歳になったエミリーはド・リシュリュー公爵と恋愛関係を持ち、この関係は1年半程続いた。ド・リシュリュー公爵は文学と哲学に関心があり、彼女は同じ水準で会話の通じる数少ない女性の一人だった。彼女は関連文献を読み漁り、劇場にも頻繁に通い、知的な会話を楽しんだ。このとき彼女が語ったニュートンの業績に関する興味に対し、ド・リシュリュー公爵は高等数学の講義を受けてニュートンの理論をより深く理解するよう勧めた。こうして科学アカデミー会員のピエール・ルイ・モーペルテュイが彼女に幾何学を教えることになった。モーペルテュイは数学者、天文学者、物理学者であり、アカデミーにおける関心の的となっていたニュートンの理論を支持していた。家庭教師でもあり愛人でもあった。
数学の師となったアレクシス・クレローは、『プリンキピア』を翻訳するエミリーを支え、関連する計算式を確認した。高等数学の手ほどきを受けたエミリーは、1740年代にはヨーロッパ数学界の牽引者たちと手紙をやりとりした。偏見のない反応を得られるよう、科学的著作を匿名で発表した。
1734年夏、エミリーはヴォルテールを庇護した。ヴォルテールはニュートンの自然哲学に魅了され、フランスの知識階級にニュートン主義を知らしめようとしており、エミリーと意気投合した。ヴォルテールはエミリーにとって結婚後にできた4番目の愛人であり、ヴォルテールがロンドンへの旅行から戻った後に二人は出会った。彼女はヴォルテールをフランス北東部オート＝マルヌ県のシレ＝シュール＝ブーレーズ村 (Cirey-sur-Blaise) の別荘で暮らすよう誘い、二人の交際はこの後長く続いた（夫は寛大にもこれを許していた）。新しい住まいには各自に専用の仕事場があり、12000冊の蔵書のある書庫や最新の科学機器を備えた実験室に出入りできた。エミリーはここを「我がアカデミー」と呼び、物理学と数学の研究を行い、科学論文や翻訳記事を出版した。エミリーの助けを得て、ヴォルテールは1738年に『ニュートン哲学要綱』を出版した。ヴォルテールが友人に宛てた手紙や二人がお互いの仕事に関して付けたコメントから判断するに、二人は愛と尊敬を大いに育んでいたようである。
エミリーは人生最後の数年をロレーヌ公国のリュネヴィル城内のスタニスワフ・レシチニスキの宮廷で過ごした。スタニスワフの娘のマリーはルイ15世と政略結婚し、スタニスワフはルイ15世によって1738年にロレーヌ公国を与えられた。科学、芸術、慈善事業に関心を持ち、自分の名を冠した科学アカデミーを設立した。1748年、スタニスワフはヴォルテールとエミリーに参加を呼びかけ、2人はリュネヴィル城に赴いた。この頃ジャン・フランソワ・ド・サン＝ランベールと出会い、愛人関係になった。1749年初め、懐妊に気づいた。彼女は友人に宛てた手紙の中で、高齢のために出産に耐えられないかもしれないという恐れを告白している。出産時の落命に備え、『プリンキピア』の翻訳と註解を完成させるため、毎日何時間も作業を続けた。『プリンキピア』の翻訳と註解を書き終えた数日後の1749年9月4日、女児を出産した。6日後の9月10日、遅い時間に意識不明となり、息を引き取った。ヴォルテールが彼女を看取った。医師は死因を特定できなかったが、血栓症だといわれる。娘も生後18か月で亡くなり、母の隣に埋葬された。
ヴォルテールは、友人であるフリードリヒ2世に宛てた手紙で、エミリーのことを「彼女は偉大な人物だった。唯一の欠点は女だったことだ」と評しているが、当時の世相からすれば大変な褒め言葉であった。

## 現代における評価
1970年代までは、科学上の功績よりヴォルテールとの関係に注目されていた。
質量とエネルギーの等価性を表す有名なアルベルト・アインシュタインの公式E=mc²（ここで {\displaystyle c} は光速を表す）に対して、彼女が150年前に見出した関係式 {\displaystyle E\sim mv^{2}} を関連付ける議論も見られる

。
確かに彼女の式は古典力学における運動エネルギーの正しい見積もりだが（係数1/2は除く）、物理学的にはアインシュタインによる質量とエネルギーの等価性の概念とは全く別のものである
。

## その他
金星のクレーターの一つが彼女にちなんで名付けられている。